# Neoneura
Genre
Neoneura est un genre d'insectes odonates (demoiselles) de la famille des Protoneuridae. 
Il a été décrit en 1860 et contient désormais vingt-neuf espèces, dont six découvertes depuis 2002 (cinq au Brésil et Neoneura angelensis).

## Liste d'espèces
Selon Martin Schorr :
- Neoneura aaroni Calvert, 1903
- Neoneura amelia Calvert, 1903
- Neoneura anaclara Machado, 2005
- Neoneura angelensis Juillerat, 2007
- Neoneura bilinearis (Selys, 1860)
- Neoneura carnatica Hagen in Selys, 1886
- Neoneura cristina Rácenis, 1955
- Neoneura denticulata Williamson, 1917
- Neoneura desana Machado, 1989
- Neoneura esthera Williamson, 1917
- Neoneura ethela Williamson, 1917
- Neoneura fulvicollis (Selys, 1886)
- Neoneura gaida Rácenis, 1953
- Neoneura joana Williamson, 1917
- Neoneura jurzitzai Garrison, 1999
- Neoneura kiautai Machado, 2007
- Neoneura leonardoi Machado, 2005
- Neoneura lucas Machado, 2002
- Neoneura luzmarina De Marmels, 1989
- Neoneura maria (Scudder, 1866)
- Neoneura mariana Williamson, 1917
- Neoneura moorei Machado, 2003
- Neoneura myrthea Williamson, 1917
- Neoneura paya Calvert, 1907
- Neoneura rubriventris (Selys, 1860)
- Neoneura rufithorax (Selys, 1886)
- Neoneura schreiberi Machado, 1975
- Neoneura sylvatica (Selys, 1886)
- Neoneura waltheri (Selys, 1886)